# باول كارينغتون (سياسي)
باول كارينغتون هو محامي وقاضي وسياسي أمريكي، ولد في 16 مارس 1733 في مقاطعة شارلوت في الولايات المتحدة، وتوفي في 23 يونيو 1818 في مقاطعة هاليفاكس في الولايات المتحدة.